# Либан, Николай Иванович
Никола́й Ива́нович Либа́н (2 (15) сентября 1910, Москва — 5 декабря 2007, там же) — историк русской литературы и критики, педагог, составивший эпоху (65 лет) в филологическом образовании Московского государственного университета.

## Биография
Родился в семье банковского служащего И. В. Лаврова и М. Р. Либан. По материнской линии — потомок виконта Либана, полковника французской армии, объявившего Эльзас независимой республикой и вынужденного покинуть родину. Среди предков Либана по материнской линии — причисленный к лику святых Иоасаф Горленко, епископ Белгородский, дед — Роман Иосифович Либан — адвокат, друг Ф. Н. Плевако. Либан рано лишился отца, воспитанием и начальным образованием его занимались мать и тётка Александра Дмитриевна Хоецкая (урождённая Себелёва), «наставница, друг, демократка, смолянка». На становление Либана большое влияние оказал протоирей Георгий Чиннов, известный проповедник («у него-то я научился говорить»), основавший церковную школу при храме Успения на Могильцах, которую Николай Иванович посещал. Мальчиком несколько раз служил посошником у патриарха Тихона. Историю изучал у С. В. Бахрушина.
В 1920-е годы учился в знаменитой 7 опытно-показательной школе МОНО имени профессора Коваленского, которая была создана на основе бывшей женской Хвостовской гимназии для детей научных работников. Структура обучения вплоть до преподавания латинского языка оставалась прежней, сохранялся и педагогический состав. Из учителей самое сильное влияние оказала В. С. Смирнова, «человек исключительной образованности», выпускница Сорбонны и Берлинского университета, биолог, химик, литератор. От неё — интерес к естествознанию и географии, страсть к путешествию — «мы с ней обошли всю Россию». Будучи школьником, ходил на Шпицберген в качестве корабельного юнги на научно-исследовательском судне. В составе этнографической экспедиции по направлению академика А. Е. Ферсмана отправился на Алтай (очерк «Алтай» опубликован в начале 2000-х годов). В юношеские годы увлекался литературным и издательским творчеством: в 1928 году в рукописном сборнике «Начало» вышел в свет рассказ «Рассчитали», в котором показывалось, как легко в современной жизни потерять веру. По замечанию самого Либана, он там подражал Горькому.
После окончания школы нарабатывал необходимый в те годы для поступления в вуз трудовой стаж: служил разнорабочим в типографии «Искра», грузчиком на Брянском вокзале, был активным членом общества «Долой неграмотность».
В 1932 году зачислен студентом в МГПИ имени В. П. Потёмкина. Окончил в 1937 году. В 1937—1941 годах учился в аспирантуре МИФЛИ. Под руководством В. Ф. Переверзева, затем — Д. Д. Благого работает над темой «Русский исторический роман»; у С. К. Шамбинаго пишет работу о дневниках Наполеона. Одновременно занимался древнерусской словесностью у М. Н. Сперанского. С 1942 года после слияния МИФЛИ с университетом, Николай Иванович Либан — ассистент кафедры русской и славянской литературы филфака МГУ имени М. В. Ломоносова. Параллельно с обучением в МИФЛИ постоянно вёл преподавательскую деятельность: в 4 школе БОНО; на факультете особого назначения при институте имени Г. В. Плеханова; в Оршанском учительском институте; лектор Московского областного лекционного бюро.
С 1943 по 1949 годы Н. И. Либан — заместитель декана филфака на заочном отделении. Во время Великой Отечественной войны выезжал на фронт с лекциями, выступал перед бойцами в госпиталях, помогал фронтовикам с учёбой. С 1943 по 2007 годы — старший преподаватель филологического факультета МГУ им. Ломоносова. За годы работы в университете руководил стажёрами, слушателями ФПК, под научным руководством Либана защитилось более 200 дипломников, он постоянно консультировал аспирантов, докторантов, учителей. Прочитал более 20 спецкурсов, общие курсы по истории русской литературы (в том числе знаменитые курсы по древнерусской литературе, по литературе XVIII века), по теоретическому литературоведению.
Умер 5 декабря 2007 года. Похоронен на Востряковском кладбище.
Сын, Николай Николаевич Либан (1940—2002), — историк, кандидат исторических наук, специалист по древнегреческой истории и литературе. В 70-80-е годы — научный сотрудник музея-усадьбы Кусково, экскурсовод, автор путеводителя по музею-усадьбе Кусково.

## Научная деятельность
Научная деятельность Либана всегда сочеталась с педагогическо-преподавательской. Основные труды его увидели свет в начале 2000-х годов, тем не менее их появление подготовлено и предопределено предшествующими годами работы и масштабностью научных интересов учёного. Поздняя судьба печатного наследия Либана объясняется не только сложностью времени, в которое довелось жить учёному, и его гражданской позицией, подразумевающей нежелание вступать в гонку за степенями и званиями, но и предельной требовательностью к слову, переданному бумаге.
Отдельную страницу в профессиональной жизни Либана занимает научное редактирование. «Редактор, — считал он, — это всё равно что дирижёр в оркестре: он должен всё расставить по своим местам и часто бывает соавтором». В 1954 году под редакцией А. В. Кокорева и Н. И. Либана выходит хрестоматия «Устное поэтическое творчество русского народа»; в 1960 году Либан становится редактором учебника А. Н. Соколова «История русской литературы XIX века. Том I», выдержавшего несколько изданий.
Фольклор, медиевистика, история русской литературы, теоретическое литературоведение — всё это сферы интересов учёного, в области которых его знания были равно глубоки и фундаментальны, что всегда поражало всех, кто с ним общался. При этом его методологические позиции всегда были ясны и последовательны: будучи учеником В. Ф. Переверзева (хотя его многое не устраивало в методе учителя), воспитанный на традициях П. Н. Сакулина и В. В. Сиповского, Либан называл себя «последним учеником вульгарной социологии», понимая при этом социологию не «вульгарной»: «она нужна и в науке, и в искусстве, и, если угодно, в жизни». Она позволяет увидеть «историю русской литературы как явление демократическое», в котором отражается общество и человек как его высшее и ценнейшее звено. Социологический метод, который всегда проповедовал Н. И. Либан, побуждая своих учеников читать Сиповского, Сакулина и Переверзева, подразумевал и внимание к историческим судьбам общества, народа, культуры; для него всегда было важным и знание фактического материала. Читая лекции по всем периодам русской литературы (кроме XX века), филолог считал, что каждый из них в той или иной мере запечатлен в яркой творческой личности, что представительствует за свой век и общество. История литературы для Либана — это прежде всего история человека во времени, крепко связанного со своей средой — однако так, что и среда его формирует и он её: и не только «формирует», но и «организует», «вдохновляет» и «определяет собой тот или иной путь развития — экономического, духовного, художественного». Между тем Николай Иванович был открыт и для других подходов к литературе, ценил работы А. Н. Веселовского, прекрасно знал М. М. Бахтина. При этом был решительно против того, чтобы учёный существовал вне методологии, под которой подразумевал прежде всего системный взгляд на предмет: вспоминая о семинаре Д. Д. Благого, с сожалением констатировал, что «многих его учеников отсутствие методологии… здорово подкосило впоследствии».
Либан считал, что история русской литературы не может быть написана без знания истории общества и её так называемых «второстепенных» участников — писателей второго ряда. Одной из первых работ такого плана стала монография «Н. Г. Помяловский. Очерки бурсы», над которой Либан работал в 1955-57 годах (опубликована в 2010 году). В ней ярко отразились черты научного метода и уникальные свойства личности учёного. Монография начиналась главой «История просвещения в России (Бурсак в общественной жизни России середины XIX века)», где был представлен широкий историко-культурный очерк духовного и светского образования от Древней Руси до времён Помяловского. Этот материал стал фундаментом для исследования учёным литературной деятельности Помяловского, созданных им бурсацких типов, бесфабульных возможностей жанра очерка, достоинств и недостатков писательской техники Помяловского. Последнюю Либан считал показательной именно у «второстепенных» авторов, без уяснения этого факта историку литературы трудно будет понять и значение открытий больших писателей. Статьи Либана о Помяловском, А. И. Левитове, Н. А. Благовещенском, М. М. Достоевском и деятеле XVIII века A. Т. Болотове опубликованы в биобиблиографическом словаре «Русские писатели» (1971).
Особая заслуга Н. И. Либана — возвращение в научный оборот наследия Н. С. Лескова. С 1996 по 2007 годы Либан являлся главным редактором первых 10 томов Полного собрания сочинений писателя. В течение нескольких десятилетий Либан читал спецкурс по Лескову в университете (опубликован в 2010 году) и вёл спецсеминар, из которого вышли многие специалисты-лесковеды. По словам учёного, Лесковым он начал заниматься, потому что ему «не отдано должное» и чтобы «восполнить брешь» в истории русской литературы. Считая Лескова «наиболее русским писателем», «в том смысле, что у него всё построено на слове», на «психологии слова», учёный обратился к такому явлению в его творчестве, как культурная полифония, в которой сказался великий дар Лескова-стилиста. Лесков для Либана — автор «всесословного романа», создатель разновидности «романа-летописи», «романа-хроники». Но особо ценил Н. И. Либан в нём писателя-мыслителя, наиболее точно, и даже в большей степени, чем Ф. М. Достоевский или Л. Н. Толстой, отразившего духовную драму русского человека во времена кризиса христианской идеи.
Этой проблеме посвящена фундаментальная по масштабу постановки проблемы и ёмкая в содержательном плане статья учёного «Кризис христианства в русской литературе и русской жизни» (1997). В ней поставлен вопрос о правомерности отнесения таких писателей, как Достоевский, Толстой, Лесков, к художникам христианского направления. По мысли учёного, они, скорее, фиксировали в своих сочинениях кризисные явления. Аналогичная ситуация складывается и в трудах «христианских философов» «С. Н. Булгакова, Н. А. Бердяева, С. Л. Франка», которые все свои идеи свели к национальному русскому началу, что говорит «о разрушении идеи христианства»: «в том и сила христианского учения, что оно всеобъемлющее, не имеющее ни географических, ни национальных границ».
С 2000 года усилиями благодарных учеников начинают выходить в печати лекционные курсы, читанные Н. И. Либаном в разные годы: «Литература Древней Руси» (2000), «Становление личности в русской литературе XVIII века» (2003), «Лекции по истории русской литературы (от Древней Руси до первой трети XIX века)» (2005). Это своего рода «устные монографии», «героями» которых становились книги, писатели, сословия, эпохи. В основу опубликованных лекций легли общие курсы (по древнерусской литературе), спецкурсы по творчеству Н. М. Карамзина, А. С. Пушкина, М. Ю. Лермонтова, Н. Г. Чернышевского, В. Г. Короленко и многих других. Спецкурс «Из истории русского романа 60-80 годов XIX века» впервые введён в научный оборот в интернет-среде (аудиозаписи выложены на сайте Информационного портала фонда «Русский мир») и ныне опубликован во втором томе трехтомного издания наследия Н. И. Либана (2015).
Для Либана как историка литературы не существовало неинтересных явлений и малозначимых имён и фактов. Он видел всё и в лаконичной и ёмкой фразе мог дать представление о великих творениях и о массовой литературе (знаменитый курс «Бульварный роман»). Учёный справедливо критиковал академическую историю русского романа, написанную разными авторами; не менее скептичен он был и по отношению к академической истории русской литературы. Сам же Либан в сущности разработал целостную концепцию истории русской литературы от Древней Руси до XX века (творчество Короленко), в основе которой лежала идея личности как главная задача искусства слова.
Важнейшей стороной профессиональной деятельности учёного стало учительство. Можно утверждать, что Либан создал свою «школу», подразумевая под этим «господство в умах, логике, в слове». Работа в его семинарах строилась на чётких принципах, формировавших у студентов системное филологическое мышление: составление библиографии, выстраивание истории вопроса, работа с разными источниками, анализы текстов, рецензии работы коллег. В основе преподавательско-педагогической деятельности Либана лежало уважительное отношение к каждому студенту, вне зависимости от его возможностей и дарований, умение слушать и слышать. Целью преподавания литературы Либан считал замену «оскудения» человеческой души на «любовь и уважение к любому человеку».
Лекции учёного-филолога запомнились слушателям чёткой и ёмкой мыслью, яркой, «вкусной» речью, особой иронической, а также особой лирической интонацией. Ученики Либана помнят его безукоризненный внешний вид (чёрную тройку, белую рубашку), уважительность и демократизм в общении. Для многих поколений филологов Н. И. Либан остаётся образцом человека и учёного.
Среди его учеников разных лет М. А. Щеглов, В. Я. Лакшин, С. Г. Бочаров, М. О. Чудакова, И. П. Видуэцкая, Л. Н. Васильева, Л. А. Аннинский, Ст. Рассадин, Л. А. Латынин, Г. Д. Гачев, Л. Д. Опульская, А. А. Пауткин, В. Б. Катаев, В. Н. Недзвецкий, Л. И. Соболев, В. И. Аннушкин, Н. Д. Александров, П. Э. Лион (Псой Короленко) и многие другие.

## Награды
- Медаль Пушкина (3 мая 2005 года) — за большой вклад в изучение и сохранение культурного наследия[10].